# Beitar Jeruzalem
Beitar Jeruzalem (Hebreeuws: מועדון כדורגל בית"ר ירושלים, Moadon Kaduregel Beitar Yerushalayim) is een Israëlische voetbalclub uit Jeruzalem. Beitar is de club met het grootste aantal fans in Israël, en sommige mensen noemen het "Het voetbalteam van het land". De kleuren van de club zijn geel en zwart.

## Geschiedenis

### Oprichting
In 1936 beslisten David Horn en Shmuel Kirschstein om een plaatselijk voetbalelftal op te richten. Horn was leider van de jeugdbeweging Betar, een voorloper van de Zionistische beweging. De club telde vooral Mizrachi-Joden onder haar leden uit de arme laag van de Joodse bevolking, die uit de Arabische diaspora kwamen.
Door de politieke tint van de club kwamen er al snel problemen met de toenmalige Britse autoriteiten en met de fans van Hapoel Jeruzalem, die een socialistische en Askenazisch joodse aanhang had. Begin jaren 40 werden vele spelers verbannen naar Eritrea en Kenia, de spelers konden pas terugkeren in 1948 toen het Britse mandaat over Palestina eindigde en Israël opgericht werd. Intussen heette de club Nordia Jeruzalem.

### Opkomst en bloei
Beitar startte in de jaren '50 in de 2e klasse en promoveerde in 1954 voor het eerst naar de hoogste klasse maar degradeerde onmiddellijk terug. In 1958 werd de club kampioen maar kon niet promoveren door herstructureringen in de hoogste klasse. Het zou tot 1968 duren vooraleer Beitar kon terugkeren naar de hoogste klasse. In 1976 won de club de beker in de finale tegen Maccabi Tel Aviv FC. Vier jaar later degradeerde de club maar kon na één seizoen terugkeren naar de hoogste klasse.
In 1983-84 was de club dicht bij een eerste titel maar op de laatste speeldag stak Hapoel Tel Aviv daar een stokje voor en Beitar moest Maccabi Haifa met één puntje voor laten gaan. Ook het volgende seizoen werd de club 2e. De eerste titel werd uiteindelijk in 1987 binnen gehaald.

### Faillissement, heropstanding, racisme en breuk
In 1991 degradeerde de club voor één seizoen weer naar de 2e klasse. Er werden nog 2 titels gewonnen in '97 en '98. Eind jaren 90 ging de club failliet na een financieel wanbeleid. Beitar bleef verder spelen en werd in 2005 overgenomen door de Russische tycoon Arkadi Gaydamak die de club het grootste budget van de Israëlische competitie bezorgde.
De club werd in 2007 kampioen toen Maccabi Tel Aviv strafpunten kreeg wegens financiële onregelmatigheid.
Op 19 maart 2012 vielen honderden supporters van Beitar, die bekend staan om hun anti-Arabische spreekkoren, Arabische werknemers aan in de hal van het winkelcentrum Malha in Jeruzalem.
Begin 2013 huurde eigenaar Gaydamak twee jonge Tsjetsjeense voetballers - moslims - in en liet ze opstellen in het eerste team. De harde kern van de club, die zichzelf La Familia noemt, reageerde meteen. De twee werden onthaald op spreekkoren en bedreigd. Spreekkoren eens temeer: "Dood aan de Arabieren!". Toen een van de Tsjetsjenen scoorde verlieten honderden supporters het stadion. Het kwam zelfs tot een boycot die ook buiten de La Familia-kern navolging vond. Na vier voor hen lange maanden mochten de twee Tsjetsjenen weer naar huis. Dit gebeuren veroorzaakte bitterheid onder een ander deel van de supporters. Zij besloten een nieuwe voetbalclub op te richten. Zowel eigenaar Gaydamak als de clubvoorzitter als de populaire doelman Ariel Harush verlieten de club. In november 2015 werd een videofilm over deze gebeurtenissen gemaakt door regisseur Maya Zinshtein : Forever Pure. Zij wilde laten zien hoe racisme een club maar ook een samenleving ontwricht.
Op 12 mei 2018, maakte voorzitter Eli Ohana bekend dat het team zijn naam zou veranderen naar Beitar Trump Jerusalem, vernoemd naar de president van de Verenigde Staten Donald Trump.
Op dinsdag 8 december 2020 maakte eigenaar Hogeg op een persconferentie in Dubai bekend dat de club een mede-eigenaar heeft gekregen in de Arabier Sjeik Hamid bin Khalifa bin Zajed al Nahjan. Beide zijn voor 50% eigenaar. Dit is een vrucht van de overeenkomst begin september tussen de Verenigde Arabische Emiraten en Israël. Sjeik Hamid is lid van de koninklijke familie van de VAE. Beide eigenaren willen proberen te laten zien dat Joden en Arabieren goed kunnen samenwerken. Er zullen dan ook voor het eerst Arabische spelers gecontracteerd gaan worden. Hopelijk gaan de anti-Arabische spreekkoren tot het verleden horen.
De harde kern van de supportersvereniging "La Familia" lijkt het alvast niet eens te zijn met deze nieuwe eigenaar: een training werd verstoord, waarbij geroepen werd "Doe maar een kaffiye op!"(een Arabisch hoofddeksel voor (oudere) mannen) en erger. De sjeik wil veel geld in de club investeren.

## Erelijst
- Landskampioen

1987, 1993, 1997, 1998, 2007, 2008
- Beker van Israël

Winnaar: 1976, 1979, 1985, 1986, 1989, 2008, 2009, 2023
Finalist: 1975, 1999, 2000
- Toto-Cup

1998, 2010, 2020

## Eindklasseringen vanaf 2000
| Seizoen | Competitie  | Niveau | Eindstand | Beker        | Opmerking                                                          |
| ------- | ----------- | ------ | --------- | ------------ | ------------------------------------------------------------------ |
| 1999/00 | Ligat Ha'Al | I      | 5         | Finale       | < Hapoel Tel Aviv FC: 2-2 nv (2-4 ns)                              |
| 2000/01 | Ligat Ha'Al | I      | 5         | 8e ronde     |                                                                    |
| 2001/02 | Ligat Ha'Al | I      | 10        | halve finale |                                                                    |
| 2002/03 | Ligat Ha'Al | I      | 9         | 8e ronde     |                                                                    |
| 2003/04 | Ligat Ha'Al | I      | 9         | 8e finale    |                                                                    |
| 2004/05 | Ligat Ha'Al | I      | 4         | 9e ronde     |                                                                    |
| 2005/06 | Ligat Ha'Al | I      | 3         | 8e finale    |                                                                    |
| 2006/07 | Ligat Ha'Al | I      |           | 9e ronde     |                                                                    |
| 2007/08 | Ligat Ha'Al | I      |           | Winnaar      | < Hapoel Tel Aviv FC: 0-0 nv (5-4 ns)                              |
| 2008/09 | Ligat Ha'Al | I      | 3         | Winnaar      | < Maccabi Haifa: 2-1; Liga topscorer ex aequo: Barak Yitzhaki (14) |
| 2009/10 | Ligat Ha'Al | I      | 5         | kwartfinale  | winnaar Toto-cup > Hapoel Ra'anana: 1-0                            |
| 2010/11 | Ligat Ha'Al | I      | 11        | kwartfinale  |                                                                    |
| 2011/12 | Ligat Ha'Al | I      | 9         | 8e ronde     |                                                                    |
| 2012/13 | Ligat Ha'Al | I      | 10        | kwartfinale  |                                                                    |
| 2013/14 | Ligat Ha'Al | I      | 7         | kwartfinale  |                                                                    |
| 2014/15 | Ligat Ha'Al | I      | 4         | 8e ronde     |                                                                    |
| 2015/16 | Ligat Ha'Al | I      | 3         | 8e ronde     |                                                                    |
| 2016/17 | Ligat Ha'Al | I      | 3         | halve finale |                                                                    |
| 2017/18 | Ligat Ha'Al | I      | 3         | Finale       | < Hapoel Haifa: 1-3 nv                                             |
| 2018/19 | Ligat Ha'Al | I      | 7         | 8e ronde     |                                                                    |
| 2019/20 | Ligat Ha'Al | I      | 3         | kwartfinale  | winnaar Toto-cup > Maccabi Tel Aviv FC: 2-0                        |
| 2020/21 | Ligat Ha'Al | I      | 10        | 8e finale    |                                                                    |
| 2021/22 | Ligat Ha'Al | I      | 10        | 8e finale    |                                                                    |
| 2022/23 | Ligat Ha'Al | I      | 7         | Winnaar      | < Maccabi Netanja: 3-0                                             |
| 2023/24 | Ligat Ha'Al | I      | 11        | 8e ronde     | <Finalist Super Cup > Maccabi Haifa: 1-3                           |
| 2024/25 | Ligat Ha'Al | I      | 4         | Finale       | < Hapoel Beër Sjeva: 0-2                                           |
| 2025/26 | Ligat Ha'Al | I      | .         |              |                                                                    |

## Beitar Jeruzalem in Europa
Beitar Jeruzalem speelt sinds 1993 in diverse Europese competities. Hieronder staan de competities en in welke seizoenen de club deelnam:
- Champions League (5x)

1993/94, 1997/98, 1998/99, 2007/08, 2008/09
- Europa League (5x)

2015/16, 2016/17, 2017/18, 2018/19, 2020/21
- Conference League (2x)

2023/24, 2025/26
- UEFA Cup (5x)

1996/97, 1997/98, 1998/99, 2000/01, 2006/07
- Intertoto Cup (1x)

1995

## Bekende (ex-)spelers
- Barak Itzhaki
- Ariel Harush
- Hervé Kage
- Landry Mulemo
- Eli Ohana
- Arsenio Valpoort
- Samuel Yeboah
- Yoav Ziv